# District de Sìn Hồ
Sìn Hồ est un district rural de la province de Lai Châu dans la région du Nord-ouest du Viêt Nam. 

## Géographie
La superficie du district est de 1 526,96 km2. 
Le chef-lieu du district est Sìn Hồ.